# Лоулор, Том
То́мас Джо́зеф Ло́улор (англ. Thomas Joseph Lawlor; род. 15 мая 1983, Фолл-Ривер) — американский рестлер, в прошлом — боец смешанного стиля, представитель средней и полутяжёлой весовых категорий. 
В настоящее время выступает в Major League Wrestling (MLW), где он является бывшим чемпионом мира MLW в тяжелом весе и победителем первого в истории турнира Battle Riot в 2018 году и турнира Opera Cup 2020 года. Он также выступает в New Japan Pro-Wrestling, где он является первым и чемпионом STRONG в открытом весе.
Выступает на профессиональном уровне начиная с 2007 года, известен прежде всего по участию в турнирах бойцовской организации UFC, участник 8 сезона бойцовского реалити-шоу The Ultimate Fighter.

## Биография
Том Лоулор родился 15 мая 1983 года в городе Фолл-Ривер штата Массачусетс, США. Во время учёбы в старшей школе серьёзно занимался борьбой, состоял в борцовской команде Университета Центральной Флориды, выступал на многих студенческих соревнованиях по борьбе.

### Начало профессиональной карьеры
Дебютировал в смешанных единоборствах на профессиональном уровне в марте 2007 года, однако первый его поединок был признан несостоявшимся, поскольку оба бойца выпали через дверь клетки.
Дрался в небольших американских промоушенах, таких как X-treme Fighting Championships, World Fighting Championships и др. Первое в профессиональной карьере поражение потерпел в марте 2008 года — был дисквалифицирован в поединке с Шейном Приммом за нанесение запрещённого удара коленом по голове.

### The Ultimate Fighter
Имея в послужном списке четыре победы и только одно поражение, в 2008 году Лоулор попал в число участников 8 сезона популярного бойцовского реалити-шоу The Ultimate Fighter. На предварительном отборочном этапе с помощью удушающего приёма сзади победил Райана Лопеса и как боец полутяжёлого веса под четвёртым номером был выбран в команду Фрэнка Мира.
На стадии четвертьфиналов встретился с Райаном Бейдером и проиграл ему досрочно в первом же раунде.

### Ultimate Fighting Championship
Несмотря на проигрыш в шоу TUF, Лоулор всё же получил возможность подписать контракт с крупнейшей бойцовской организацией мира Ultimate Fighting Championship. В дебютном бою в октагоне UFC единогласным решением судей победил Кайла Кингсбери. После этого поединка он принял решение спуститься в среднюю весовую категорию.
Следующим его соперником в июле 2009 года стал Си Би Доллауэй — уже на первой минуте первого раунда Лоулор поймал его в «гильотину», тот не стал сдаваться и потерял сознание, в результате чего была зафиксирована техническая сдача. Лоулор был награждён бонусом за лучший приём вечера.
В 2010 году достаточно спорным раздельным решением судей уступил Аарону Симпсону, но при этом получил награду за лучший бой вечера. Затем последовали поражение сдачей от Джо Дорксена и победа единогласным решением над Патриком Коте.
В ноябре 2011 года вышел в клетку против будущего чемпиона Криса Вайдмана и проиграл ему сдачей во втором раунде.
В 2012 году нокаутировал Джейсона Макдональда, заработав премию за лучший нокаут вечера, но позже раздельным судейским решением уступил Франсису Кармону.
В апреле 2013 года с помощью «гильотины» принудил к сдаче датчанина Микаэля Куипера.
На 2014 год планировался бой против Илира Латифи, однако из-за травмы Лоулор вынужден был отказаться от выступлений. В следующий раз он вышел в октагон только в июле 2015 года — вернувшись в полутяжёлый вес, отправил в нокаут Джана Вилланте и получил награду за лучшее выступление вечера.
Отказался от боя с Фабио Мальдонадо из-за травмы и после ещё одного перерыва в карьере в марте 2016 года сошёлся с Кори Андерсоном, проиграв ему единогласным судейским решением. Осенью того же года стало известно, что Американское антидопинговое агентство отстранило Тома Лоулора от участия в соревнованиях из-за проваленного допинг-теста во внесоревновательный период. Позже боец сообщил, что в его пробе действительно были обнаружены следы остарина, но свою вину не признал и отверг обвинения в умышленном применении запрещённых веществ. В итоге его дисквалифицировали сроком на два года.
Буквально за несколько месяцев до окончания срока дисквалификации в августе 2018 года Лоулор был уволен из UFC.

## Статистика в профессиональном ММА
| Боёв 17          | Побед 10 | Поражений 6 |
| ---------------- | -------- | ----------- |
| Нокаутом         | 4        | 0           |
| Сдачей           | 4        | 2           |
| Решением         | 2        | 3           |
| Дисквалификацией | 0        | 1           |
| Не состоявшихся  | 1        | 1           |

| Результат    | Рекорд   | Соперник           | Способ                              | Турнир                                                 | Дата            | Раунд | Время | Место             | Примечание                                      |
| ------------ | -------- | ------------------ | ----------------------------------- | ------------------------------------------------------ | --------------- | ----- | ----- | ----------------- | ----------------------------------------------- |
| Поражение    | 10-6 (1) | Кори Андерсон      | Единогласное решение                | UFC 196                                                | 5 марта 2016    | 3     | 5:00  | Лас-Вегас, США    |                                                 |
| Победа       | 10-5 (1) | Джан Вилланте      | KO (удар рукой)                     | UFC on Fox: Dillashaw vs. Barão 2                      | 25 июля 2015    | 2     | 0:27  | Чикаго, США       | Вернулся в полутяжёлый вес. Выступление вечера. |
| Победа       | 9-5 (1)  | Микаэль Куипер     | Сдача (гильотина)                   | UFC on Fuel TV: Mousasi vs. Latifi                     | 6 апреля 2013   | 2     | 1:05  | Стокгольм, Швеция |                                                 |
| Поражение    | 8-5 (1)  | Франсис Кармон     | Раздельное решение                  | UFC 154                                                | 17 ноября 2012  | 3     | 5:00  | Монреаль, Канада  |                                                 |
| Победа       | 8-4 (1)  | Джейсон Макдональд | KO (удар рукой)                     | UFC on Fuel TV: Korean Zombie vs. Poirier              | 15 мая 2012     | 1     | 0:50  | Фэрфакс, США      | Нокаут вечера.                                  |
| Поражение    | 7-4 (1)  | Крис Вайдман       | Техническая сдача (удушение д’Арси) | UFC 139                                                | 19 ноября 2011  | 1     | 2:07  | Сан-Хосе, США     |                                                 |
| Победа       | 7-3 (1)  | Патрик Коте        | Единогласное решение                | UFC 121                                                | 23 октября 2010 | 3     | 5:00  | Анахайм, США      |                                                 |
| Поражение    | 6-3 (1)  | Джо Дорксен        | Сдача (удушение сзади)              | UFC 113                                                | 8 мая 2010      | 2     | 2:10  | Монреаль, Канада  |                                                 |
| Поражение    | 6-2 (1)  | Аарон Симпсон      | Раздельное решение                  | UFC Fight Night: Maynard vs. Diaz                      | 11 января 2010  | 3     | 5:00  | Фэрфакс, США      | Бой вечера.                                     |
| Победа       | 6-1 (1)  | Си Би Доллауэй     | Техническая сдача (гильотина)       | UFC 100                                                | 11 июля 2009    | 1     | 0:55  | Лас-Вегас, США    | Дебют в среднем весе. Приём вечера.             |
| Победа       | 5-1 (1)  | Кайл Кингсбери     | Единогласное решение                | The Ultimate Fighter: Team Nogueira vs Team Mir Finale | 13 декабря 2008 | 3     | 5:00  | Лас-Вегас, США    |                                                 |
| Победа       | 4-1 (1)  | Тревис Бартлетт    | Техническая сдача (гильотина)       | Full Force 20                                          | 12 апреля 2008  | 1     | 1:10  | Фоксборо, США     |                                                 |
| Поражение    | 3-1 (1)  | Шейн Примм         | DQ (запрещённый удар)               | World Fighting Championships 6                         | 22 марта 2008   | 1     | 0:24  | Тампа, США        |                                                 |
| Победа       | 3-0 (1)  | Сесар Баррос       | KO (удары руками)                   | Full Force 15                                          | 25 августа 2007 | 1     | 0:10  | Мансфилд, США     |                                                 |
| Победа       | 2-0 (1)  | Джейсон Барлог     | TKO (удары руками)                  | WFC 3                                                  | 7 апреля 2007   | 1     | 3:59  | Тампа, США        |                                                 |
| Победа       | 1-0 (1)  | Джонатан Фернандес | Сдача (удушение сзади)              | X-treme Fighting Championships                         | 3 апреля 2007   | 1     | 1:20  | Тампа, США        |                                                 |
| Не состоялся | 0-0 (1)  | Ариэль Гандулла    | NC                                  | Kick Enterprises                                       | 10 марта 2007   | 1     | N/A   | Форт-Майерс, США  | Бойцы выпали через дверь клетки.                |